# HafenCity
HafenCity Hamburg är en stadsdel i Hamburg. HafenCity är ett stadsplaneringsprojekt där de gamla hamnkvarteren i Hamburg bebyggs med kontor, hotell, parker, butiker, offentliga byggnader och bostäder. Projektet är ett av de största ombyggnadsprojekten i Europa under 2000-talet. Området bröts loss och bildade en egen stadsdel 2008. 

## Historia
Hamburg med sitt läge vid Elbe har genom århundradena varit Tysklands och en av Europas viktigaste hamnstäder. Från slutet av 1800-talet och framåt industrialiserades även staden vilket bidrog till en snabb tillväxt. Hamburgs hamn låg relativt långt inne i landet som en följd av Elbes farbarhet, vilket bidrog till utvecklingen. Under andra världskriget skadades staden och inte minst hamnen svårt. Under 1950-talet blev hamnen fullt återuppbyggd och moderniserad.
Införandet av RoRo-fartyg och containertransporter på 1960-talet revolutionerade lastning och lossning i världens hamnar. I Hamburg flyttades containerhanteringen till modernare kajer längre nedströms Elbe. Den gamla hamnen i centrala Hamburg användes i många år för olika former av godshantering men minskade i betydelse. På 1990-talet beslöts att det centrala hamnområdet istället skulle utnyttjas för stadsbebyggelse.

## Projektet
Planen är att fram till 2020 bygga cirka 12 000 bostäder och arbetsplatser för cirka 40 000 personer i tretton nya stadskvarter fördelat på tio delprojekt. Det kanske mest spektakulära projektet är omvandlingen av ett stort lagerhus längst ut på Dalmannkai till konserthuset Elbphilharmonie. I övrigt är ambitionen att byggnader ska utmärkas av modern men relativt sammanhållen arkitektur. 
Bland de företag som flyttat till HafenCity hör tidningen Der Spiegel och mjukvaruföretaget SAP AG. Utöver traditionella bostäder kommer även kajerna delvis att upplåtas för husbåtar. 
Ett stort problem med läget är att Hamburg regelbundet drabbas av översvämningar. Ett krav är därför att alla byggnader ska klara ett vattenstånd på 7,5 meter över det normala. Det högsta vattenståndet i Hamburg i modern tid är 7,2 meter över normalnivå. 
År 2008 bröts kvarteren som utgör HafenCity ut ur stadsdelarna Altstadt, Klostertor och Rothenburgsort och gjordes till en egen stadsdel.

## Kommunikationer
I december 2012 öppnade den helt nya tunnelbanelinjen U4 till HafenCity med de två nya Überseequartier och HafenCity Universität som är länkade till centrala Hamburg och Jungfernstieg. 2018 förlängdes linjen till Elbbrücken station där ett helt nytt centrum samt en pendeltågsstation har byggts.

## Bilder

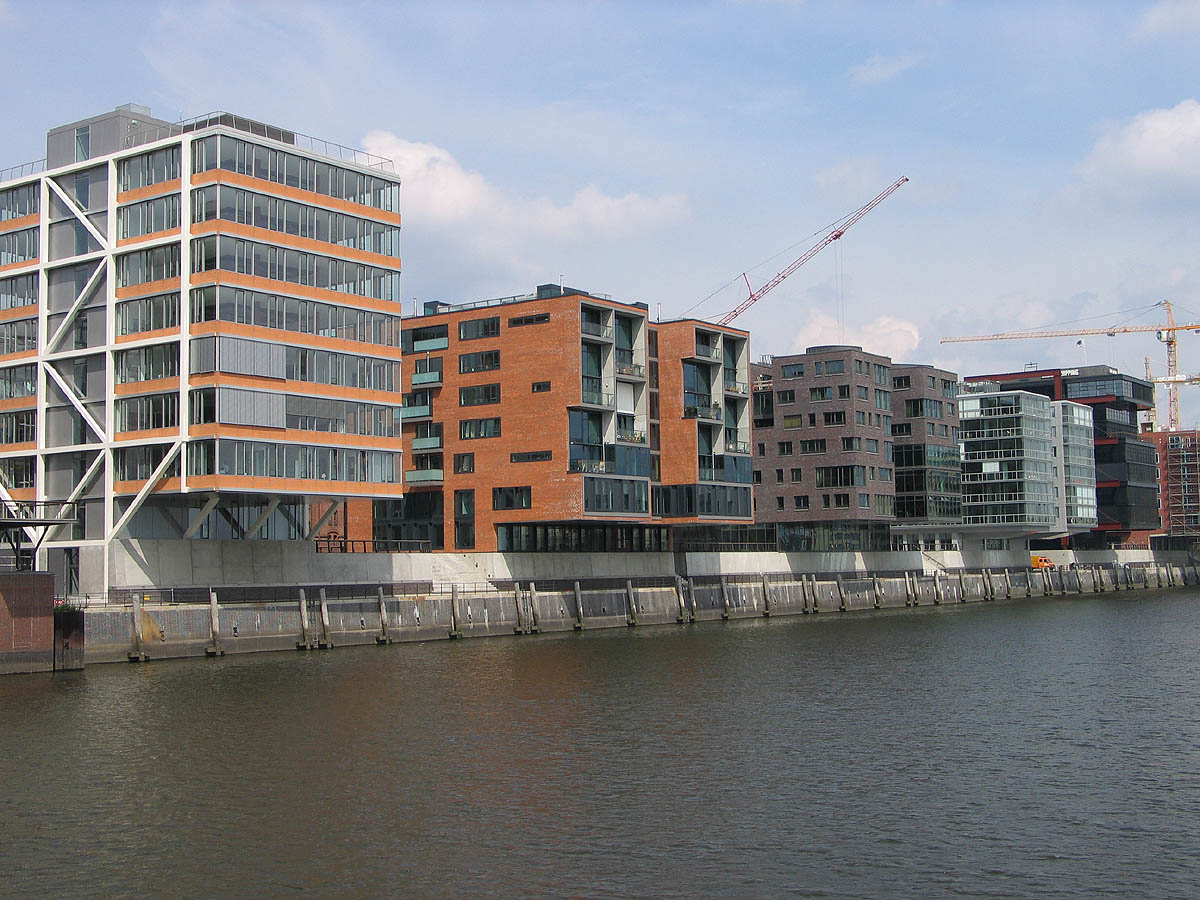
"Sandtorkai" i juni 2005
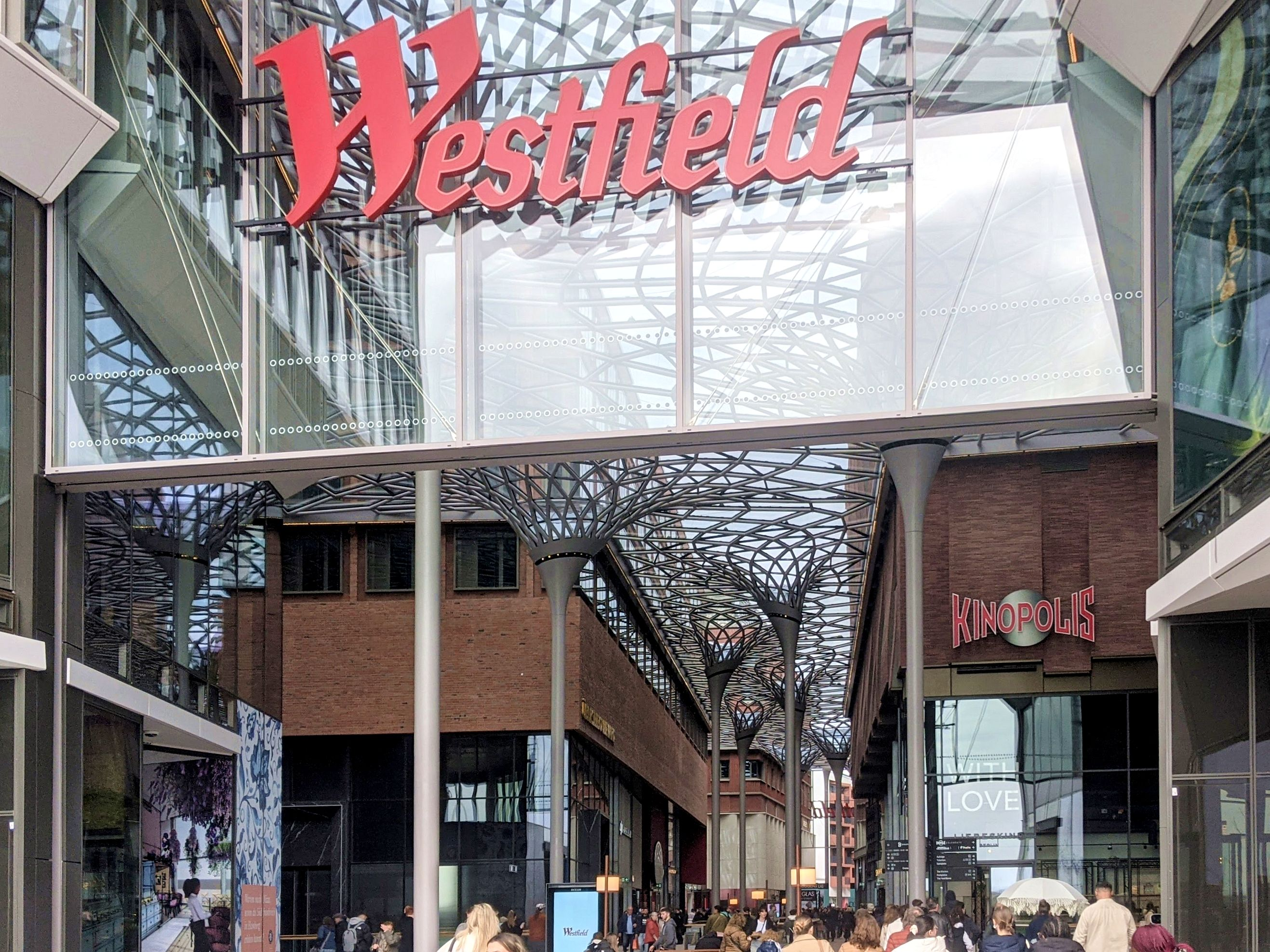
Westfield Hamburg-Überseequartier
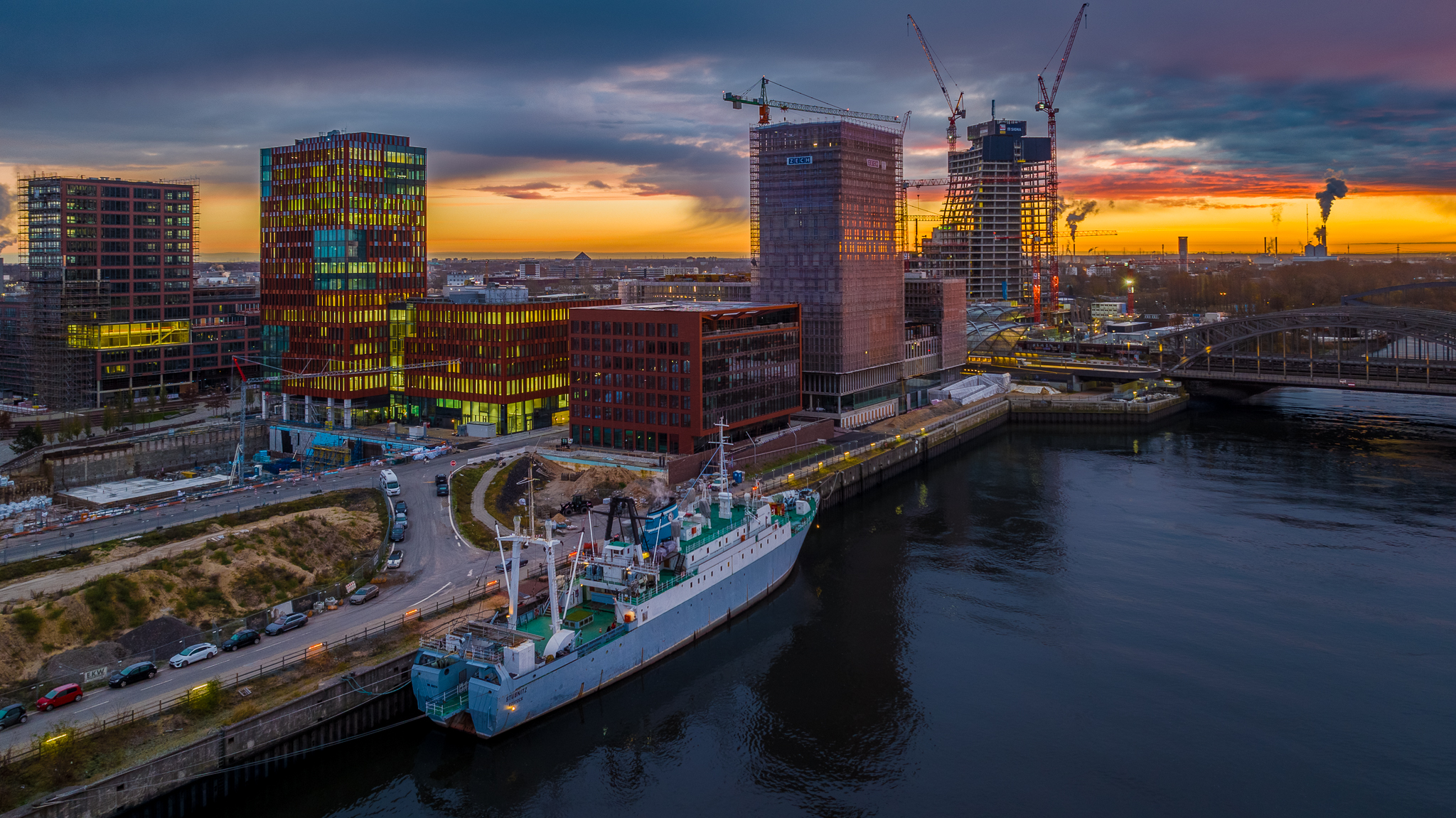
Elbtower och Elbbrücken
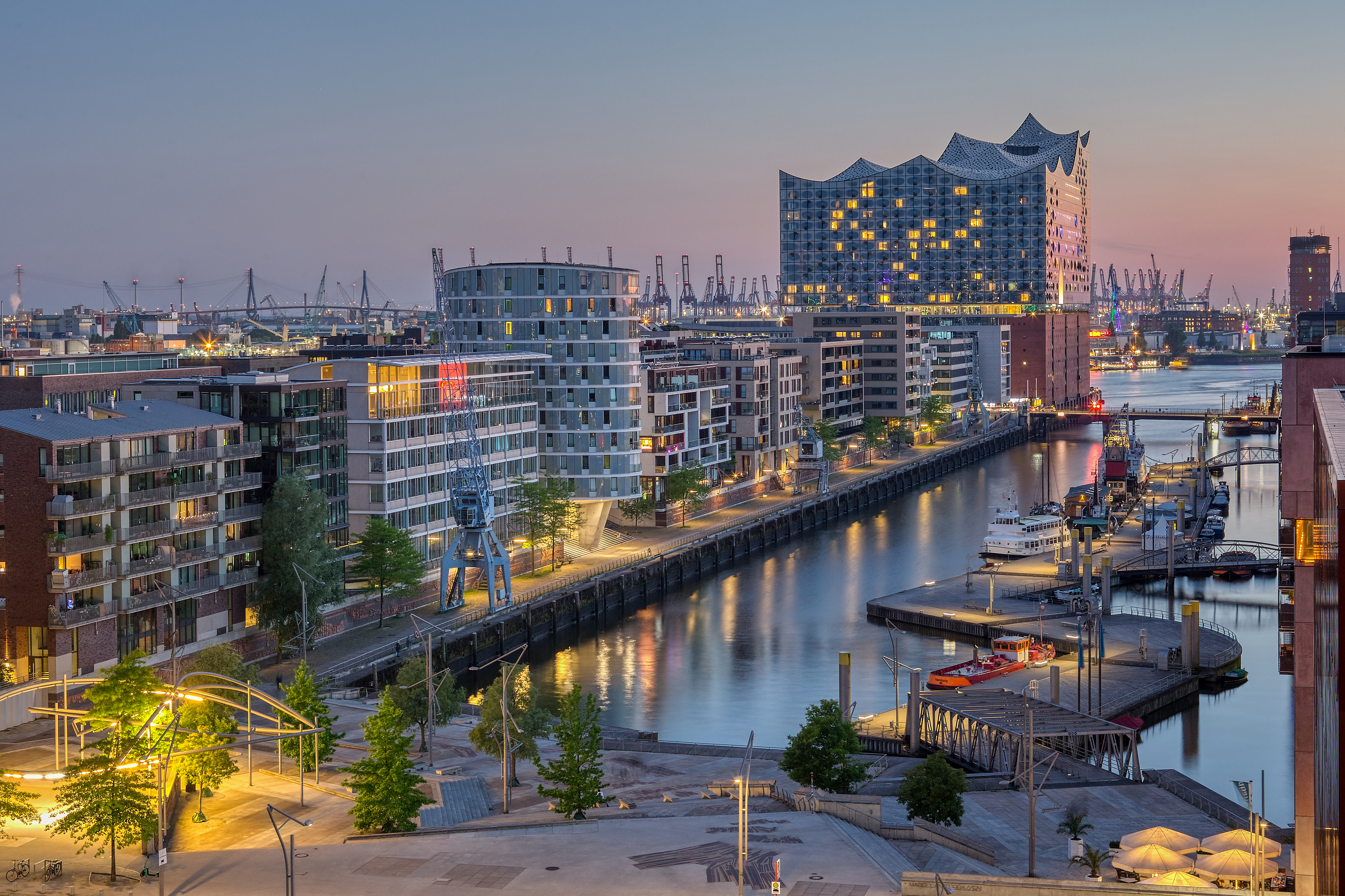
Elbphilharmonie, "Magellan-Terrassen" och "Sandtorhafen"
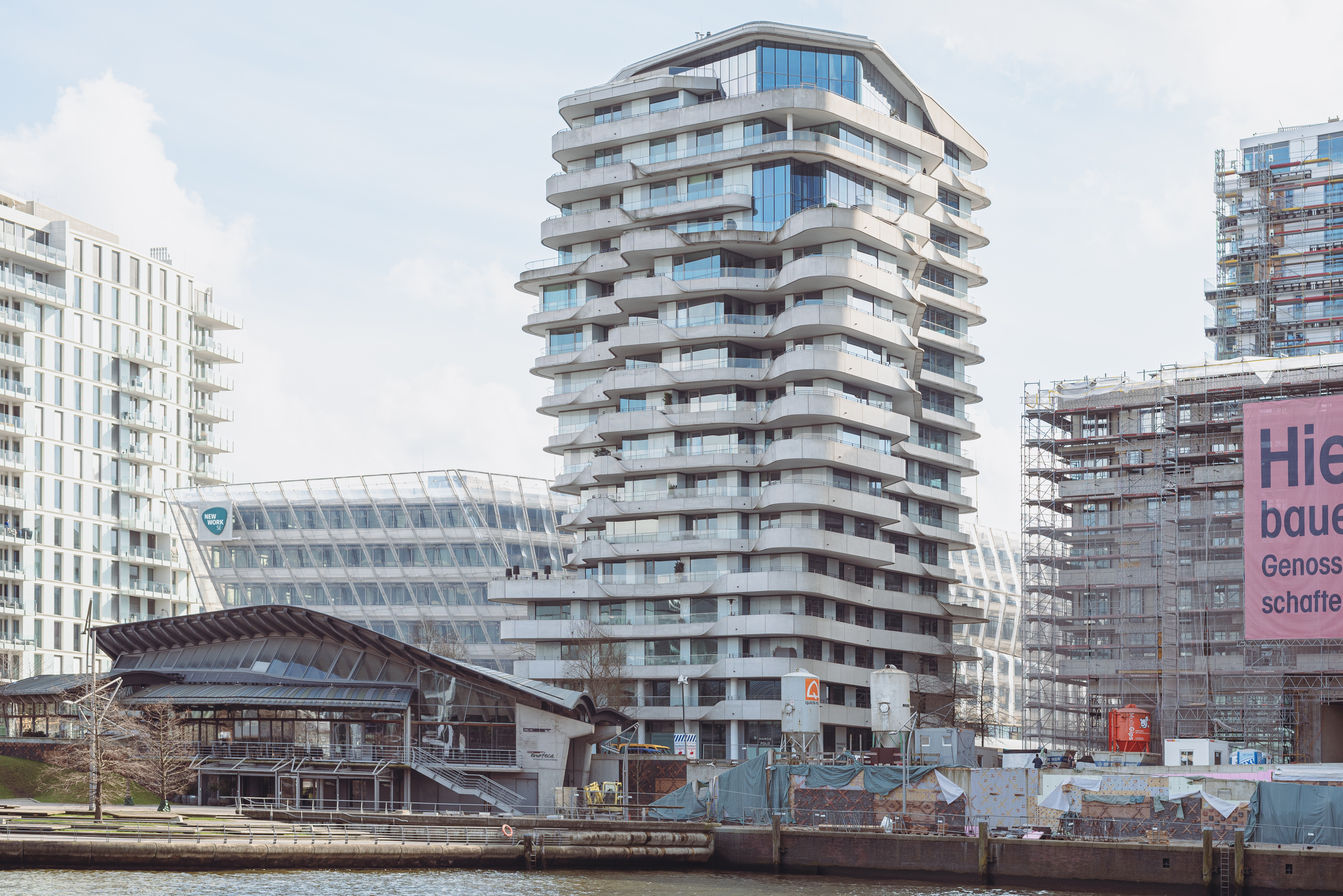
"Marco-Polo-Tower" & "Unilever-Hus"
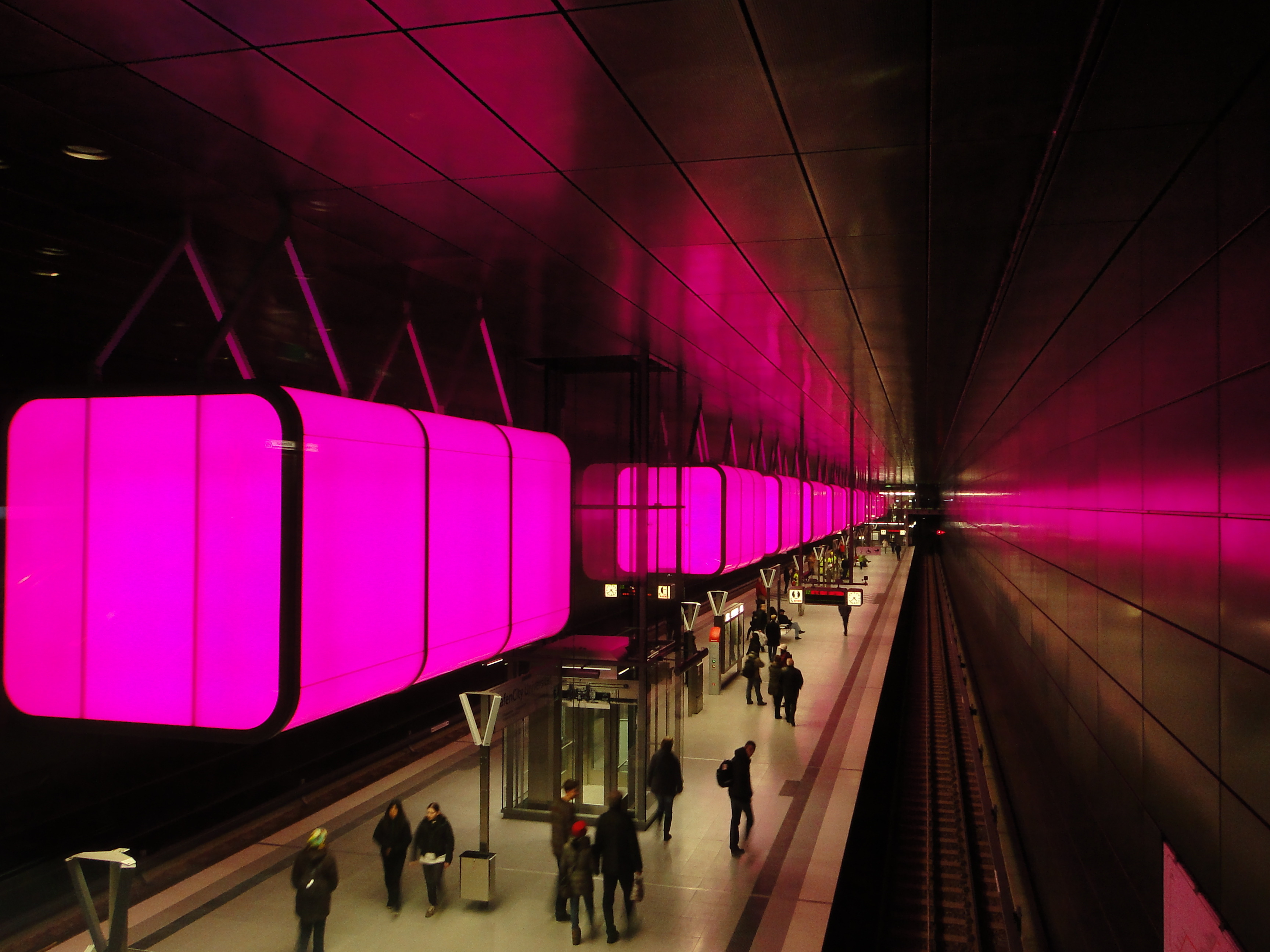
HafenCity Universität station i Hamburgs tunnelbana
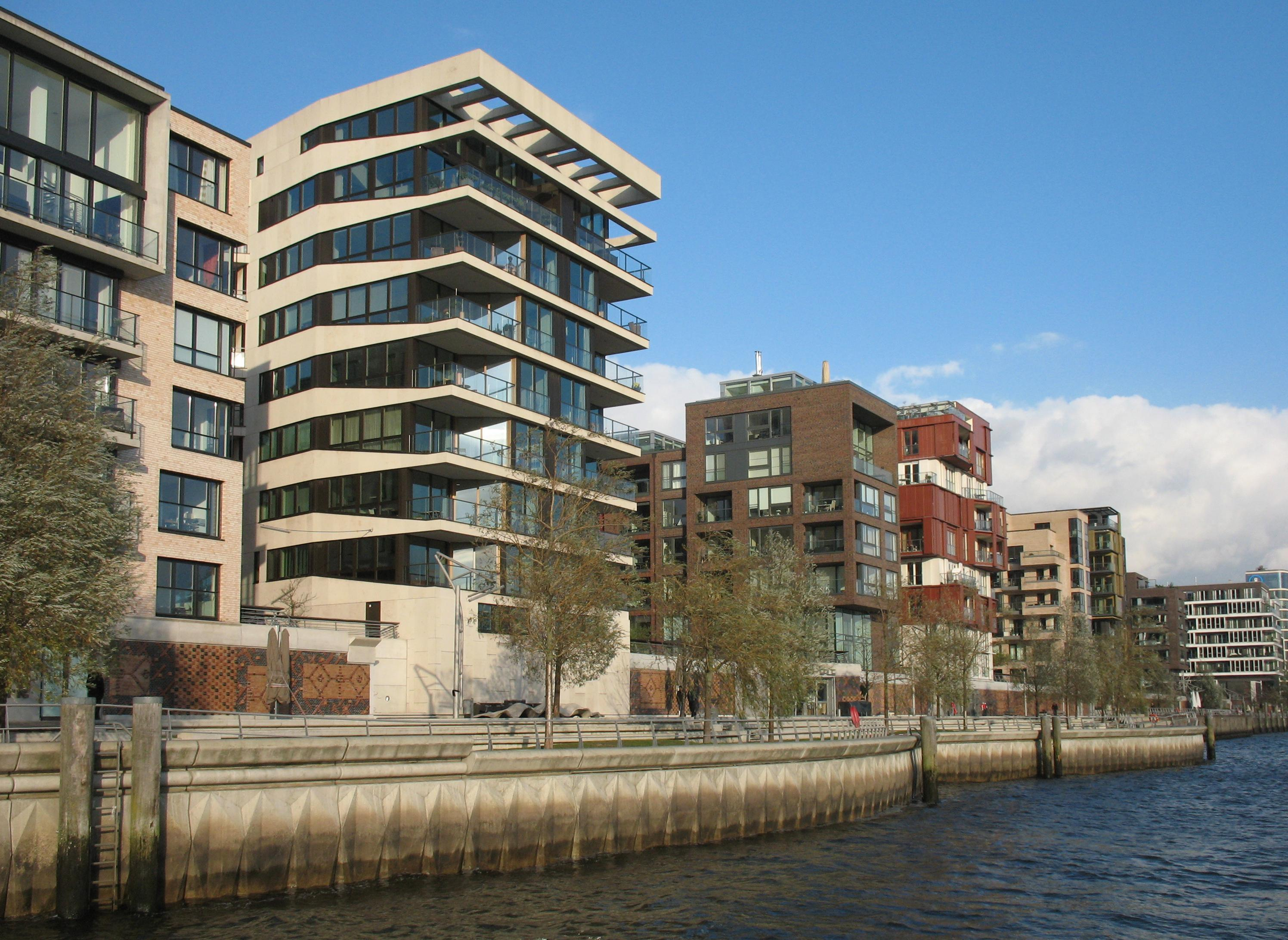
"Dalmannkai" 2013
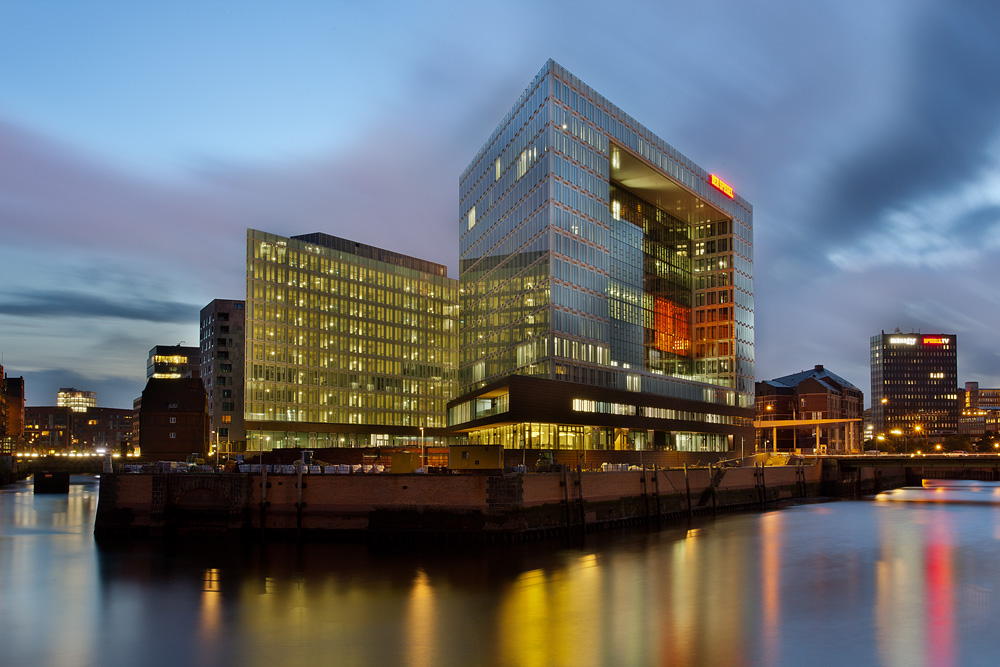
Der Spiegel förlagshuset